# Vaccinium cornigerum
Vaccinium cornigerum är en ljungväxtart som beskrevs av Herman Otto Sleumer. Vaccinium cornigerum ingår i Blåbärssläktet, och familjen ljungväxter. Inga underarter finns listade i Catalogue of Life.